# Oreonoma sectiplaga
Oreonoma sectiplaga là một loài bướm đêm trong họ Geometridae.